# Efedra
Les efedres, èfedres o trompetes (Ephedra) són un gènere de gimnospermes de la divisió Gnetophyta, família Ephedraceae, l'únic que ha arribat als nostres dies.
Les espècies del gènere Ephedra viuen en llocs secs principalment de l'hemisferi nord, incloent-hi els Països Catalans, però arriba al sud de Sud-amèrica (Patagònia). D'algunes espècies, com Ephedra vulgaris i Ephedra sinica es pot extreure l'efedrina o la pseudoefedrina per a usos medicinals.

## Espècies dels Països Catalans[4]
- Ephedra major ssp. major
- Ephedra fragilis
- Ephedra distachya ssp. distachya

## Altres espècies
- Ephedra alata Decne
- Ephedra altissima Desf.
- Ephedra americana Humb. & Bonpl. ex Willd.[5]
- Ephedra antisyphilitica Berl. ex C.A.Meyer -
- Ephedra aspera Engelm. ex S.Wats. -
- Ephedra californica S.Wats. - California
- Ephedra campylopoda C. A. Mey.[5]
- Ephedra chilensis C. Presl[5]
- Ephedra ciliata Fisch. ex C. A. Mey.[5]
- Ephedra coryi E.L.Reed -
- Ephedra cutleri Peebles - 
  - Ephedra distachya subsp.
  - Ephedra distachya L. subsp.[5]
- Ephedra equisetina Bunge - Ma huang
- Ephedra fasciculata A.Nels. - Arizona Photo Arxivat 2008-12-17 a Wayback Machine.
- Ephedra fedtschenkoae Pauls.
- Ephedra foliata Boiss. ex C.A.Mey.
- Ephedra fragilis Desf.
  - Ephedra fragilis subsp. campylopoda (C.A.Meyer) Aschers. & Graebn.
- Ephedra frustillata Miers - Patagonia
- Ephedra funerea Coville & Morton -
- Ephedra gerardiana Wallich ex C.A.Meyer - Shan Ling Ma Huang
- Ephedra holoptera Riedl
- Ephedra intermedia Schrenk ex C.A.Meyer
- Ephedra lepidosperma C.Y.ChengEphedra distachya
- Ephedra likiangensis Florin.
- Ephedra lomatolepis Shrenk
- Ephedra macedonica Kos.

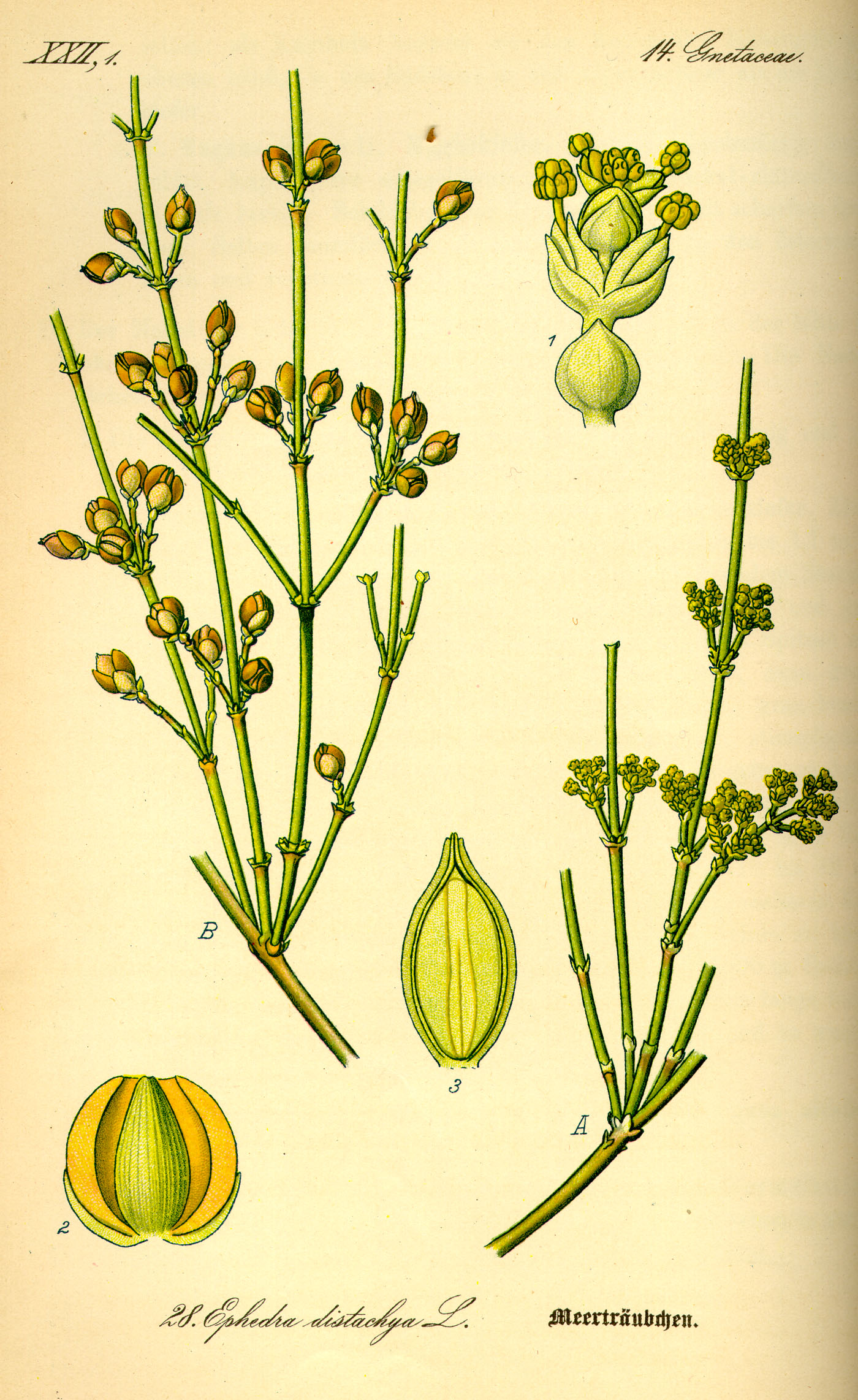
Ephedra distachya

  - Ephedra major subsp. procera Fischer & C.A.Meyer
- Ephedra minuta Florin
- Ephedra monosperma C.A.Meyer
- Ephedra multiflora Phil. ex Stapf
- Ephedra nevadensis S.Wats. - Nevada
- Ephedra pachyclada Boiss.[5]
- Ephedra pedunculata Engelm. ex S.Wats. -
- Ephedra procera Fisch. & C. A. Mey.[5]
- Ephedra przewalskii Stapf 
  - Ephedra przewalskii var. kaschgarica (B.Fedtsch. & Bobr.) C.Y.Cheng
- Ephedra regeliana Florin - Xi Zi Ma Huang
- Ephedra saxatilis (Stapf) Royle ex Florin
- Ephedra sinica Stapf - Cao Ma Huang, Xina
- Ephedra strobilacea Bunge[5]
- Ephedra torreyana S.Wats. -
- Ephedra trifurca Torrey ex S.Wats. -
- Ephedra viridis Coville -

## Galeria

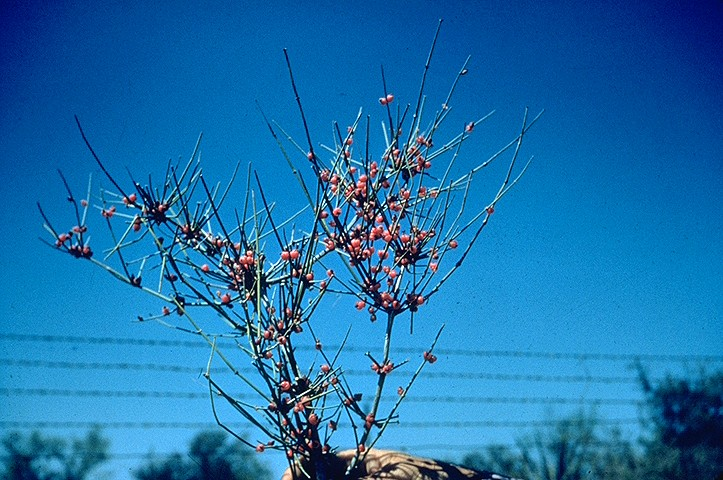
Ephedra antisyphilitica
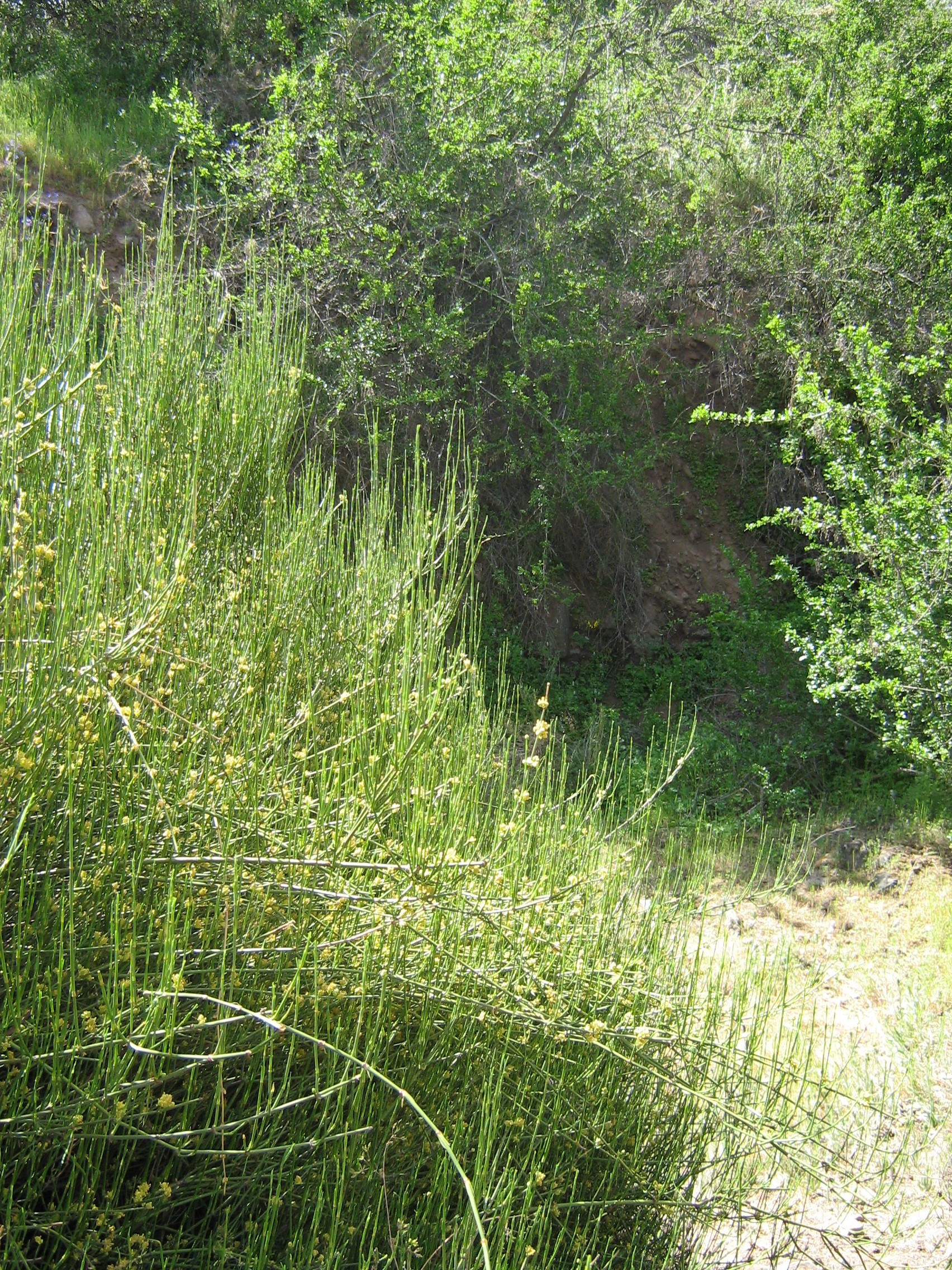
Ephedra chilensis
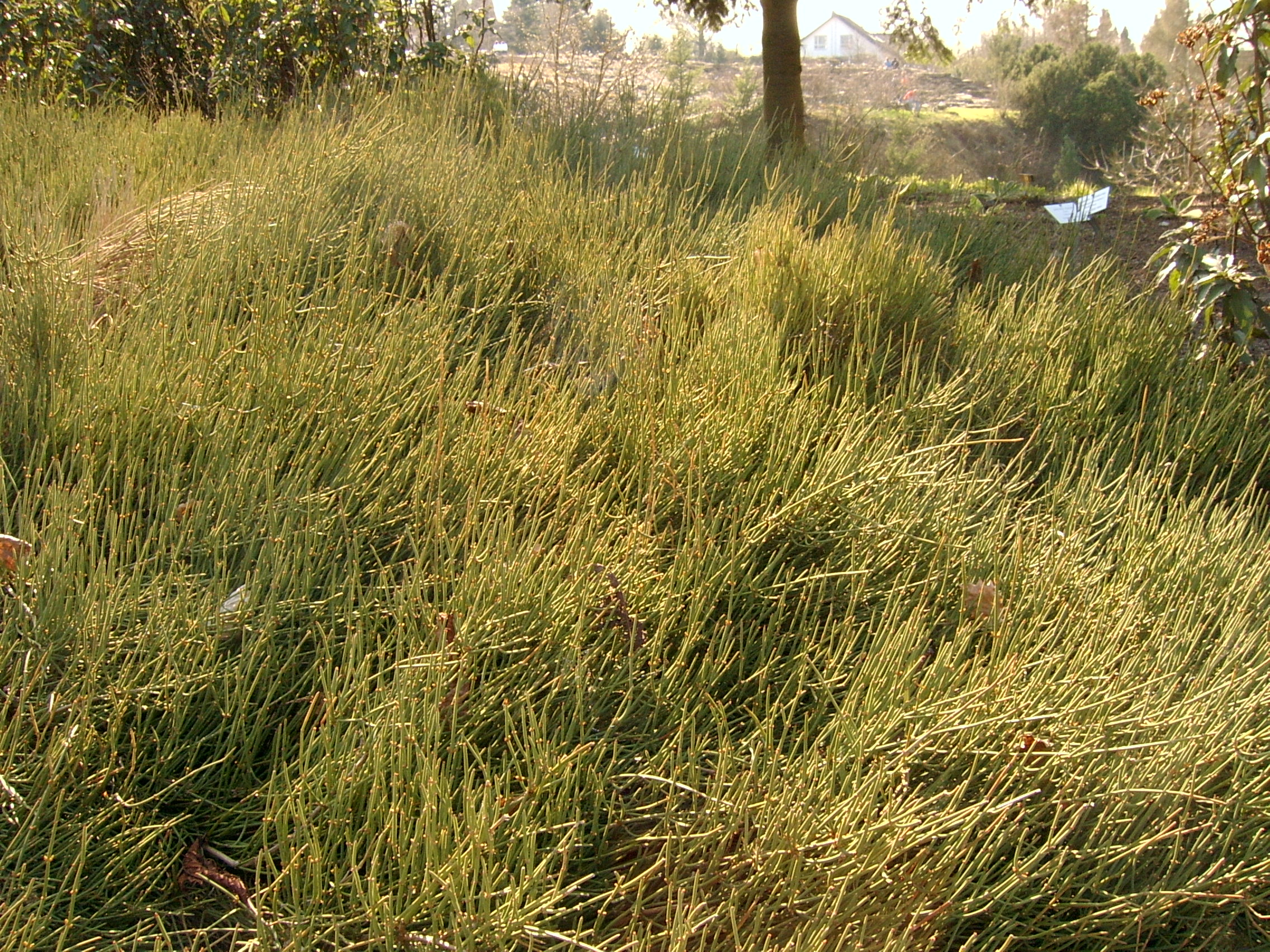
Ephedra distachya
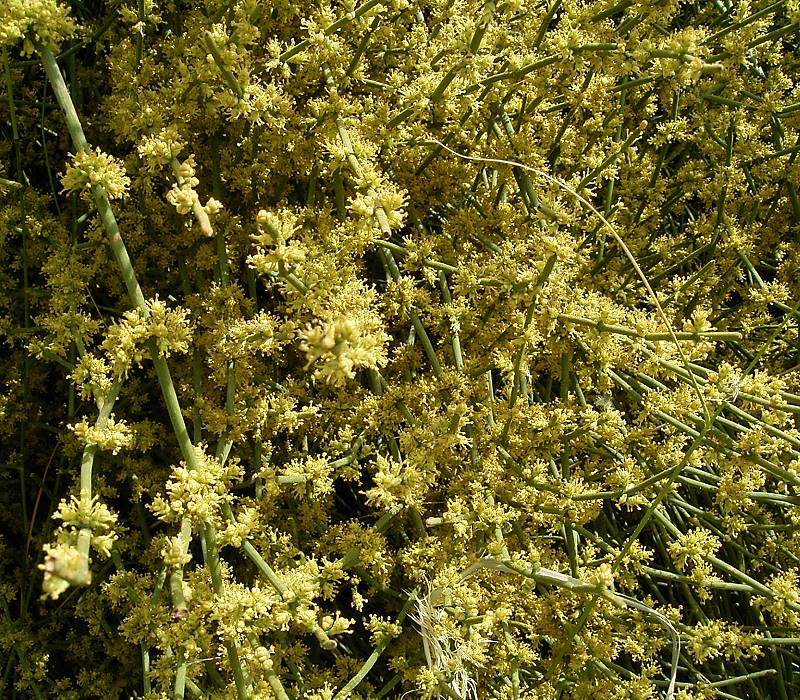
Ephedra fragilis Planta mascle amb conus
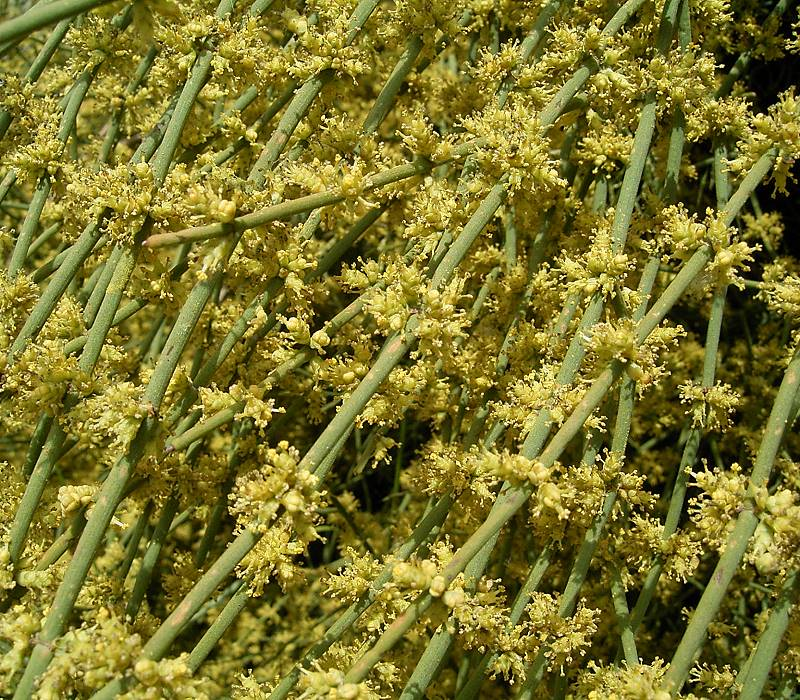
Ephedra fragilis Pol·len
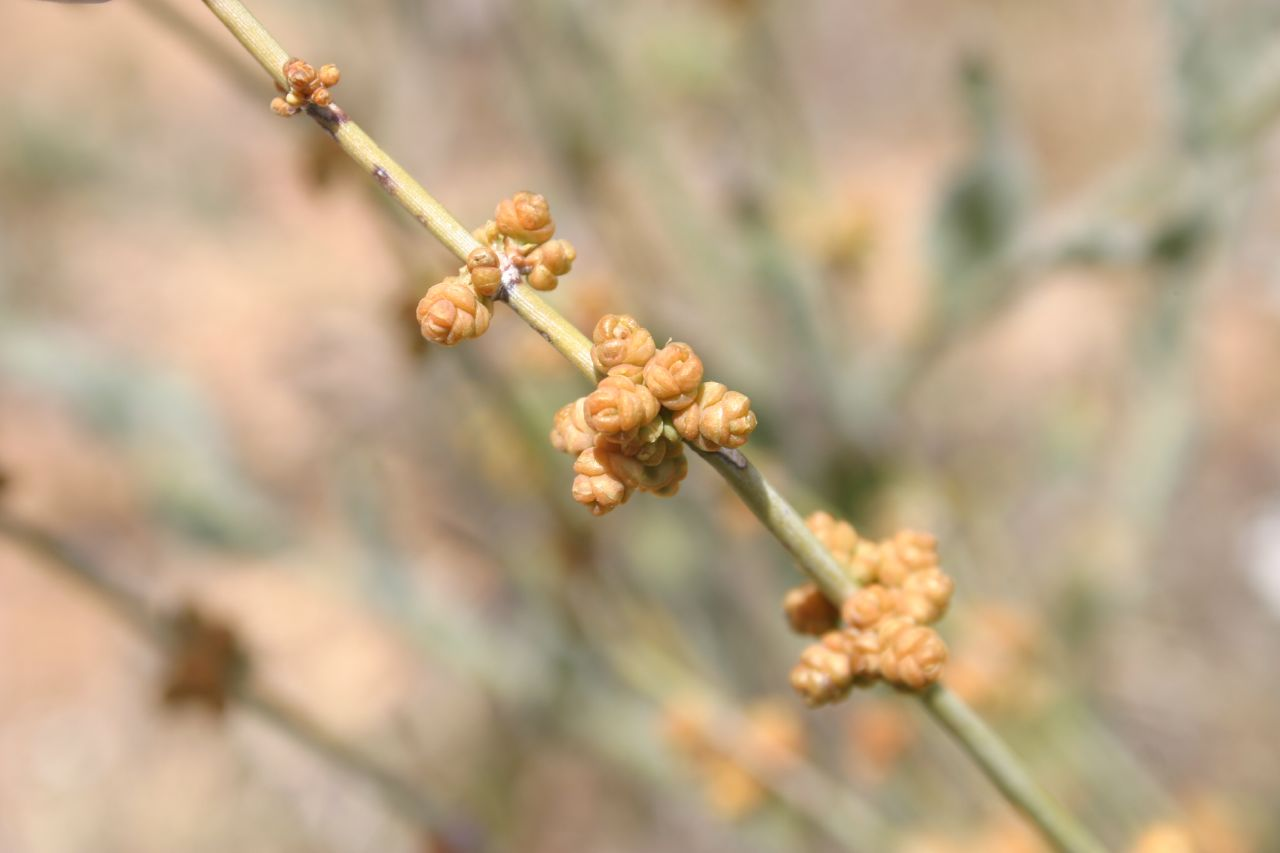
Ephedra nevadensis
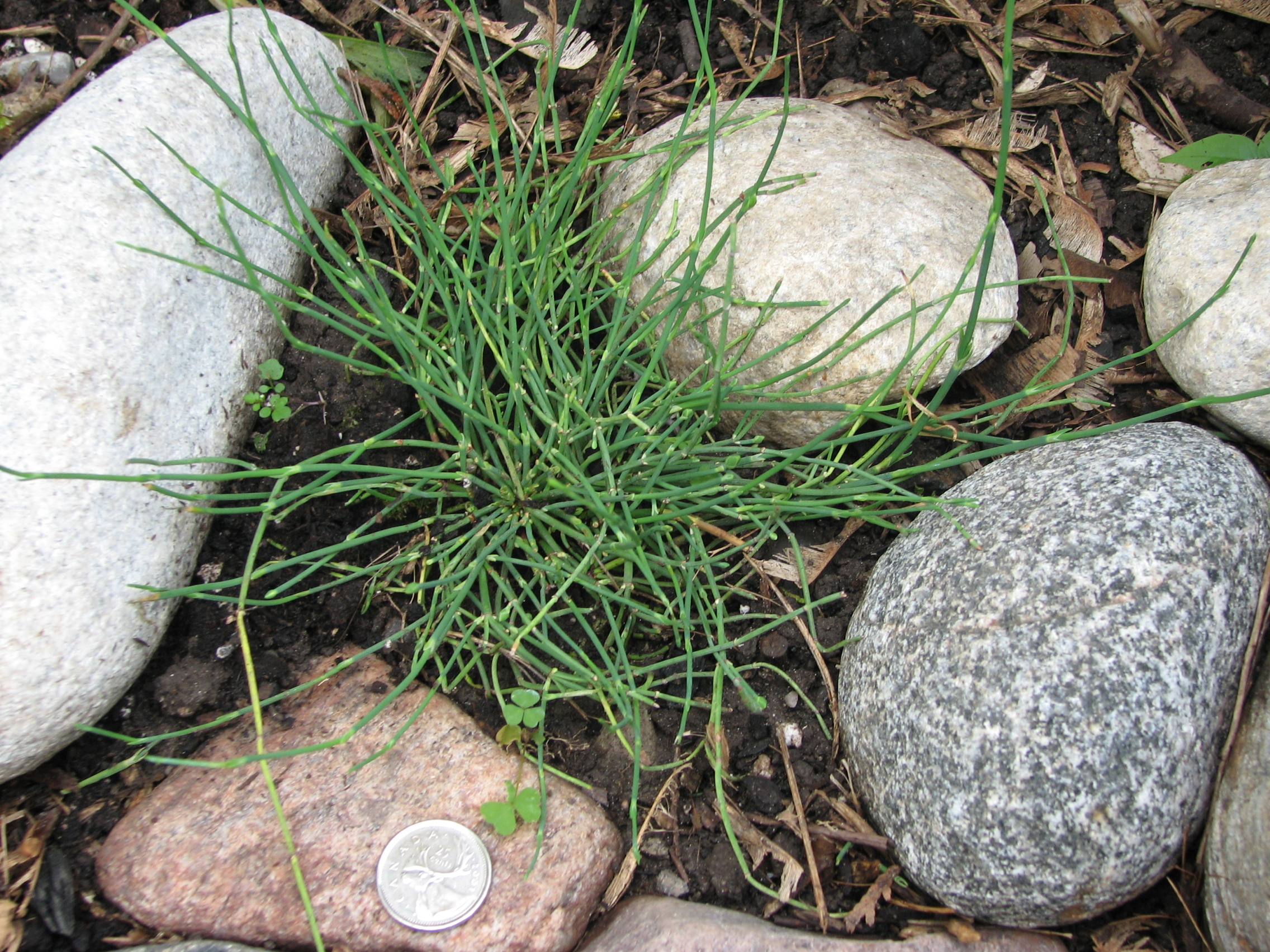
Ephedra regeliana
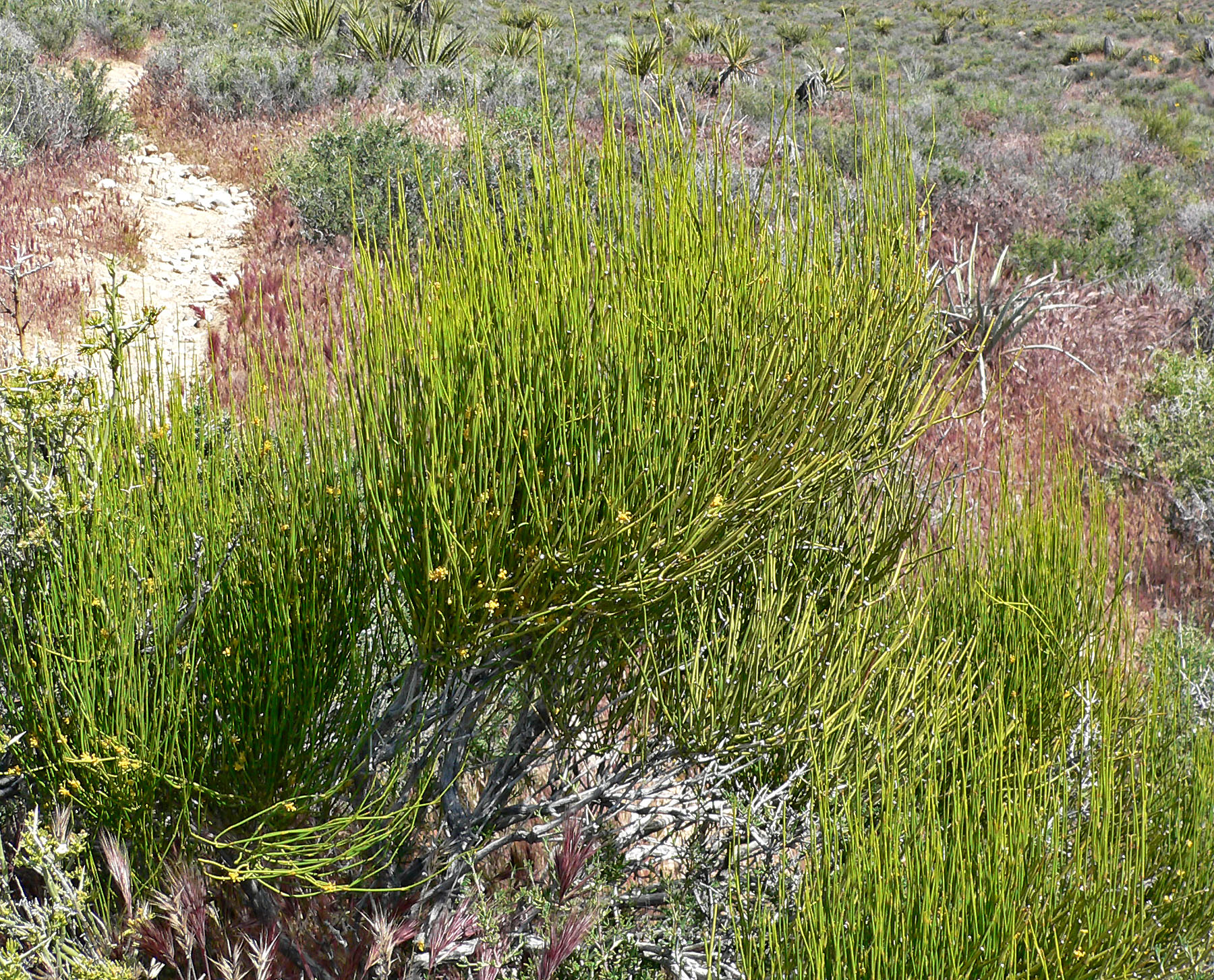
Ephedra viridis a Nevada occidental

### Llavors

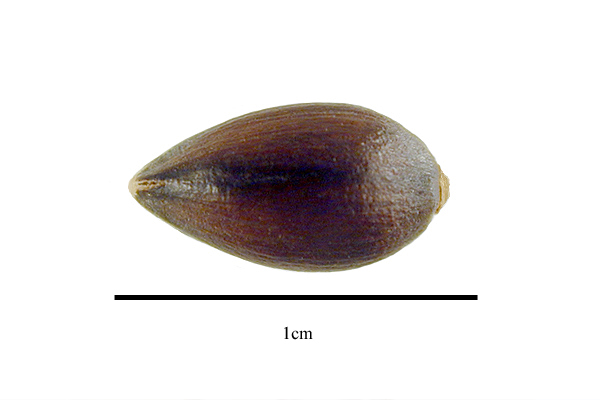
Ephedra ciliata
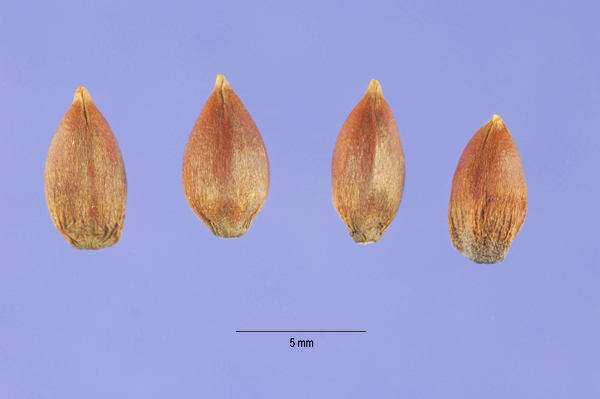
Ephedra nevadensis
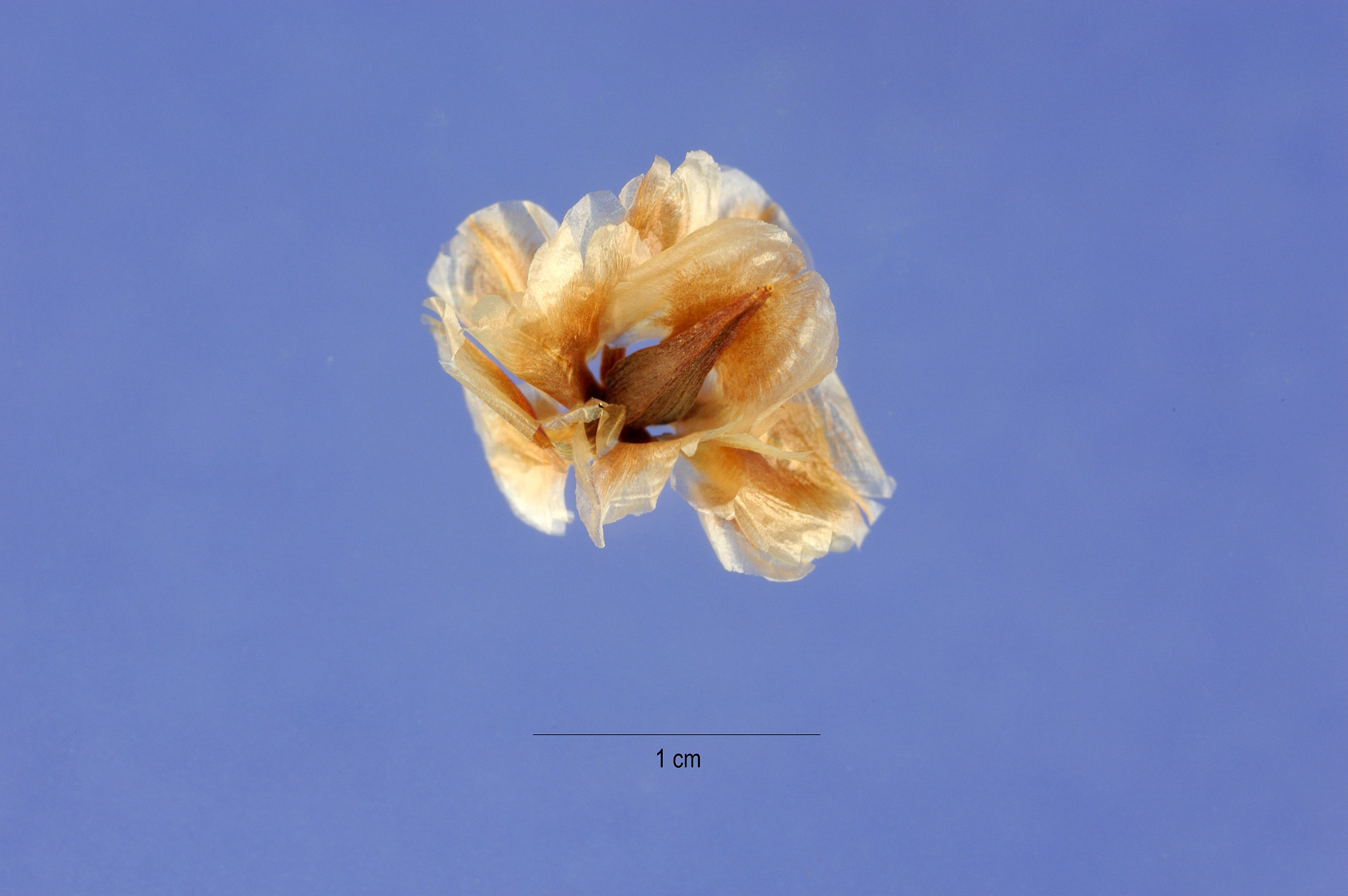
Ephedra trifurca
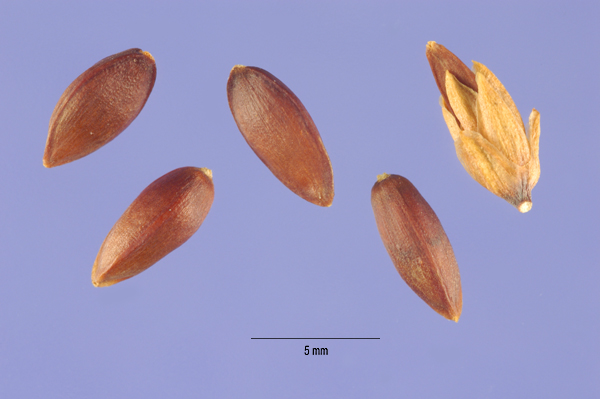
Ephedra viridis